# Omicron tegulare
Omicron tegulare är en stekelart som först beskrevs av Fox 1899.  Omicron tegulare ingår i släktet Omicron och familjen Eumenidae. Inga underarter finns listade i Catalogue of Life.